# Tres dies amb la família
Tres dies amb la família és una pel·lícula de la directora de cinema catalana Mar Coll, estrenada el 26 de juny del 2009.

## Argument
La mort del seu avi fa que Léa hagi de tornar a Girona, on passarà els tres dies del funeral amb la família, a la qual no veu d'ençà que va marxar a l'estranger a estudiar. La convivència dels Vich i Carbó retratarà una existència basada en les aparences i la hipocresia social.

## Repartiment
- Nausicaa Bonnín com a Léa
- Eduard Fernández com a Josep Maria
- Philippine Leroy-Beaulieu com a Jöelle
- Francesc Orella com a Toni
- Ramon Fontserè com a Pere
- Aida Oset com a Mar
- Artur Busquets com a Pau
- Amàlia Sancho com a Virgínia
- Isabel Rocatti com a Montse
- Maria Ribera com a Laia
- Greta Fernández com a Bet

## Premis i nominacions
Festival de cinema espanyol de Málaga
- Biznaga d'argent a la Millor direcció per Mar Coll[1]
- Biznaga d'argent a la Millor actriu per Nausicaa Bonnín
- Biznaga d'argent al Millor actor per Eduard Fernández

Concurso Iberoamericano de Cortometrajes Versión Española
- Premi Navaja de Buñuel per Mar Coll[1]

Premis Turia 2010
- Millor actriu espanyola revelació: Nausicaa Bonnín

II Premis Gaudí
- Millor pel·lícula en llengua catalana
- Millor direcció: Mar Coll
- Millor actriu principal: Nausicaa Bonnín
- Millor guió: Mar Coll i Valentina Viso, nominades
- Millor actor principal: Eduard Fernández, nominat

XXIV Premis Goya
- Millor director novell: Mar Coll
- Millor actriu revelació: Nausicaa Bonnín, nominada